# Pease pudding
Il pease pudding (lett. "pudding di piselli") o pease porridge (lett. "porridge di piselli") è un contorno a base di piselli gialli tradizionale dell'Inghilterra. Tra gli ingredienti aggiuntivi vi sono le uova e le patate schiacciate. È considerato un ideale contorno da consumare con la carne di maiale.

## Storia
Il pease pudding viene fatto risalire almeno al Settecento, quando sono comparsi alcuni tomi culinari che lo descrivono. L'alimento, che è tipico del Nord Est, è oggi considerato dagli inglesi un comfort food.

## Alimenti simili
Il pease pudding non va confuso con i mushy peas, un puré inglese a base di piselli verdi usato come contorno per il fish and chips e i pasticci tipici inglesi (pie).